# Bojana Pićan
Bojana Pićan (* 14. Juli 1998 in Kotor) ist eine montenegrinische Wirtschaftswissenschaftlerin und Politikerin der Za budućnost Crne Gore (Za), die unter anderem seit 2023 Mitglied im Parlament von Montenegro ist.

## Leben
Bojana Pićan begann nach dem Besuch der Grund- und weiterführenden Schule in Budva ein Studium an der Fakultät für Wirtschaftswissenschaften der Universität Novi Sad am Campus Subotica, das sie am 28. Juni 2021 beendete. Ein darauf folgendes dortiges postgraduales Studium der Fachrichtung Internationale Wirtschaft schloss sie am 13. Juli 2022 mit der Arbeit „Analiza finansijsko-valutnih kriza i efekata prelivanja: Meksiko, Istočna Azija, Turska, Argentina“, in der sie Finanz- und Währungskrisen und Spillover-Effekten in Mexiko, Ostasien, der Türkei und in Argentinien analysierte.
Im akademischen Jahr 2022/23 gewann sie den „Tomo und Stanica Luketić“-Preis der Gemeinde Budva und erhielt für 2023 ein Stipendium des Ministeriums für Wissenschaft, technologische Entwicklung und Innovation der Republik Serbien. Im Oktober 2022 begann sie ihr Doktoratsstudium an der Wirtschaftswissenschaftlichen Fakultät der Universität Novi Sad in Subotica zum Forschungsgebiet Internationale Makroökonomie mit dem Schwerpunkt auf Mechanismen der Übertragung globaler Krisenschocks und makroökonomischer Destabilisierung ausgewählter europäischer Volkswirtschaften. Während ihres Studiums arbeitete sie als Lehrassistentin an der Fakultät für Wirtschaftswissenschaften und absolvierte ein Praktikum im Bereich Wirtschaftsdiplomatie im Außenministerium der Republik Serbien.
Neben ihren Studien wurde Bojana Pićan für die Neue Serbische Demokratie NOVA (Nova srpska demokratija) unter Andrija Mandić 2022 Mitglied des Gemeindeversammlung von Budva und übernahm dort die Funktionen als Präsidentin des Ausschusses für Finanzen, Wirtschaft und Entwicklung, als Präsidentin des Rates für Umweltschutz und als Mitglied des Rates für religiöse Angelegenheiten. Bei der Parlamentswahl am 11. Juni 2023 wurde sie für das serbisch-nationalistische Wahlbündnis Za budućnost Crne Gore Za („Für die Zukunft Montenegros“) Mitglied im Parlament von Montenegro (Skupština Crne Gore). Dem Wahlbündnis Za gehören das vorherige Wahlbündnis Demokratische Front Montenegros von Miodrag Lekić (bestehend aus NOVA, der  Bewegung für Veränderung (PzP) von Nebojša Medojević, Demokratischer Volkspartei (DNP) unter Milan Knežević und Wahres Montenegro (PCG) von Marko Milačić) sowie das bisherige Wahlbündnis Volksbewegung Montenegros NP unter Miodrag Davidović (bestehend aus Vereinigtes Montenegro UCG von Goran Danilović und Vladimir Dobričanin, Arbeiterpartei (RP) von Maksim Vučinić, Demokratischer Einheitspartei (DSJ) unter Nebojša Jušković, Demokratischer Serbischer Partei (DSS) von Dragica Perović) sowie ferner Wir geben Montenegro nicht auf (NDCG) von Vesna Bratić sowie die Sozialistische Volkspartei Montenegros (SNP) unter Vladimir Joković an.
In der aktuellen Legislaturperiode ist Bojana Pićan Mitglied des Ausschusses für Gesundheit, Arbeit und Soziales, des Legislativausschusses sowie des Ausschusses für internationale Beziehungen und Auswanderer. Ferner ist sie stellvertretendes Mitglied der Delegation in der Parlamentarischen Versammlung der Union für den Mittelmeerraum (UfM) sowie stellvertretendes Mitglied der Delegation bei der Interparlamentarischen Union (IPU). Nachdem sie bei einer Sitzung der Gemeindeversammlung Budva im Januar 2025 attackiert wurde, erklärte unter anderem die Abgeordnete und Vizepräsidentin der SNP Slađana Kaluđerović, dass der Angriff auf Pićan eines der vielen Beispiele für Gewalt und Marginalisierung ist, unter denen Politikerinnen leiden, und auch andere Politiker und Organisationen verurteilten diesen Angriff und forderten eine intensive Verfolgung der Täter.

## Weblink
- Bojana Pićan. Parlament von Montenegro, abgerufen am 22. Januar 2025 (montenegrinisch).